# Olympische Winterspiele 2002/Teilnehmer (Südafrika)
| Gelbes Symbol für Goldmedaillen mit stilisierten Olympischen Ringen | Graues Symbol für Silbermedaillen mit stilisierten Olympischen Ringen | Braundes Symbol für Bronzemedaillen mit stilisierten Olympischen Ringen |
| ------------------------------------------------------------------- | --------------------------------------------------------------------- | ----------------------------------------------------------------------- |
| —                                                                   | —                                                                     | —                                                                       |

Südafrika nahm an den Olympischen Winterspielen 2002 im US-amerikanischen Salt Lake City mit einem Athleten teil.

## Teilnehmer

### Ski alpin
- Alexander Heath
Abfahrt: 51. Platz – 1:48,84 min
Riesenslalom: 48. Platz – 2:37,27 min
Slalom: 27. Platz – 1:56,93 min
Alpine Kombination: ausgeschieden im Slalom (1. Lauf)